# Convenzione (sociologia)
Una convenzione è una norma sociale accettata in una cultura ben definita, valida anche solo in un certo ambito limitato da un tempo e un luogo. Riguarda modi di agire, di pensare e di comunicare.
Fuori dal suo contesto una convenzione può perdere ogni valore, cosa che denoterebbe il suo carattere fondamentalmente relativo solo ad un certo luogo, tempo, cultura, ambito e collegamento con altre convenzioni similari o attinenti nel contenuto.
Le convenzioni possono essere stabilite per utilità pratica, per facilitare le relazioni sociali perché "risparmiano" agli individui di precisare comportamenti o affermazioni. Di contro, la parola convenzione viene spesso ricondotta in senso negativo a gesti formali o di circostanza che denotano conformismo, adesione ad abitudini o tradizioni vuote e anacronistiche.